# Улзийт (Архангай)
Улзийт (монг. Өлзийт — Мирный и счастливый) — сомон аймака Архангай, Монголия.
Центр сомона — посёлок Хушут. Он находится в 140 километрах от административного центра аймака — города Цэцэрлэг и в 400 километрах от столицы страны — Улан-Батора.
Есть школа, больница, дома отдыха, объекты сферы обслуживания.

## География
На территории сомона есть горы Байшир, Улзийт (1700-1900 метров), река Орхон, солёные озёра Тухум и Цагаан. Водятся волки, лисы, манулы, зайцы, тарбаганы.
Климат резко континентальный. Средняя температура января -21-22°C, июля +18-20°C, ежегодная норма осадков 250-350 мм.
Имеются запасы железной руды, химического и строительного сырья.